# Una vita piena
Una vita piena (Full of Life) è un romanzo autobiografico dello scrittore statunitense John Fante, pubblicato nel 1952. La prima edizione italiana ebbe il titolo di In tre ad attenderlo.

## Trama
"Full of Life è il racconto di una gravidanza e della solitudine che l'accompagna. Questo libro, unico grande successo di Fante in vita, è l'indimenticabile racconto di come un uomo e una donna possano amarsi e odiarsi, essere una contro l'altro e poi ancora amarsi e sentirsi insieme" (Paolo Giordano).
Una vita piena infatti non è il solito Fante represso dagli insuccessi editoriali e i conti da pagare. Questa storia rappresenta le reali vicissitudini che uno scrittore/sceneggiatore e la moglie devono affrontare per "sopravvivere" insieme, devono superare i difficili nove mesi prima del parto. Ed è proprio su questo comune quanto straordinario avvenimento che si sviluppa un grandissimo successo.

## Incipit
Era una casa grande perché eravamo gente con progetti grandiosi. Il primo era già lì, una sporgenza all'altezza del suo punto vita, una cosa dai movimenti sinuosi, striscianti e contorti come un groviglio di serpi. Nelle tranquille ore prima di mezzanotte appoggiavo il mio orecchio su quella zona e sentivo un gocciolio come da una sorgente, dei risucchi e degli sciabordii.

## Edizioni italiane
- In tre ad attenderlo, traduzione di Liliana Bonini, Milano, Mondadori, giugno 1957,  p. 193.
- Full of Life, traduzione di Alessandra Osti, Roma, Fazi, 1998, ISBN 978-88-8112-067-3.
- Full of Life, Introduzione di Paolo Giordano, trad. A. Osti, Collana Stile libero, Torino, Einaudi, 2009, ISBN 978-88-06-17142-1.